# ماسوچی اوچی
ماسوچی اوچی (انگلیسی: Masushi Ouchi؛ ۲۸ سپتامبر ۱۹۴۳ – ۶ ژوئن ۲۰۱۱) وزنه‌بردار اهل ژاپن بود.
وی در مسابقات کشوری و بین‌المللی در مجموع برندهٔ ۳ مدال طلا، ۲ مدال نقره، ۲ مدال برنز شده‌است.